# Stipa campylachne
Stipa campylachne är en gräsart som beskrevs av Christian Gottfried Daniel Nees von Esenbeck. Stipa campylachne ingår i släktet fjädergrässläktet, och familjen gräs. Inga underarter finns listade i Catalogue of Life.